# Digital Song Sales
Digital Songs или Digital Song Sales (ранее Hot Digital Songs) — еженедельный, публикуемый американским журналом Billboard, хит-парад цифровых синглов-бестселлеров в США. Хотя первоначально чарт начал отслеживать продажи песен на неделе 30 октября 2004 года официально он дебютировал в выпуске от 22 января 2005 года и объединил все версии песен, проданные дистрибьюторами цифровой музыки. Его данные были включены в основной американский хит-парад Hot 100 три недели спустя. С октября 2004 года цифровые продажи были включены во многие чарты музыкальных синглов Billboard. Это решение было основано на резком росте цифрового рынка, в то время как продажи коммерческих синглов в физическом формате становились незначительными.

## Достижения

### Синглы с наибольшим количеством недель на вершине чарта
- 18 недель

BTS — «Dynamite» (2020—21)
BTS — «Butter» (2021)
- 17 недель

Luis Fonsi и Daddy Yankee при участии Justin Bieber — «Despacito» (2017)
- 16 недель

Lil Nas X при участии Billy Ray Cyrus — «Old Town Road» (2019)
- 13 недель

Flo Rida при участии T-Pain — «Low» (2007—2008)
- 11 недель

Фарелл Уильямс — «Happy» (2014)
- 10 недель

The Black Eyed Peas — «Boom Boom Pow» (2009)
The Black Eyed Peas — «I Gotta Feeling» (2009)
Macklemore и Райан Льюис при участии Wanz — «Thrift Shop» (2013)
Робин Тик при участии Фарелл Уильямса и T.I.- «Blurred Lines» (2013)
- 9 недель

Gwen Stefani — «Hollaback Girl» (2005)
Канье Уэст при участии Jamie Foxx — «Gold Digger» (2005)
- 8 недель

50 Cent при участии Olivia — «Candy Shop» (2005)
Карли Рэй Джепсен — «Call Me Maybe» (2012)
Меган Трейнор — «All About That Bass» (2014)

### Тор-10 самых быстропродаваемых синглов
| Исполнитель              | Песня                                     | Дата      | Количество загрузок |
| ------------------------ | ----------------------------------------- | --------- | ------------------- |
| Адель                    | «Hello»                                   | 14.11.15. | 1 110 000           |
| Flo Rida                 | «Right Round»                             | 28.02.09. | 636 000             |
| Тейлор Свифт             | «We Are Never Ever Getting Back Together» | 01.09.12. | 623 000             |
| Ke$ha                    | «TiK ToK»                                 | 09.01.10. | 610 000             |
| Тейлор Свифт             | «I Knew You Were Trouble»                 | 12.01.13. | 582 000             |
| Бруно Марс               | «Grenade»                                 | 08.01.11. | 559 000             |
| Кэти Перри               | «Roar»                                    | 31.08.13. | 557 000             |
| Тейлор Свифт             | «Shake It Off»                            | 06.09.14. | 544 000             |
| Готье при участии Кимбры | «Somebody That I Used To Know»            | 28.04.12. | 542 000             |
| Джастин Бибер            | «Boyfriend»                               | 14.04.12. | 521 000             |

### Артисты с наибольшим количеством хитов #1
1. Тейлор Свифт (26)
2. Ники Минаж (16)
3. Рианна (14)
4. Джастин Бибер (13)
5. Дрейк (13)
6. BTS (12)
7. Кэти Перри (11)
8. Эминем (11)
9. Бейонсе (11)
10. Бруно Марс (9)
11. Бритни Спирс (8)
11. Леди Гага (8)
11. Ариана Гранде (8)
12. Джастин Тимберлейк (7)

### Артисты с наибольшим количеством недель на вершине чарта
1. Тейлор Свифт (52)
2. BTS (49)
3. Рианна (40)
4. Кэти Перри (37)
5. Джастин Бибер (33)
6. Бруно Марс (29)
7. Black eyed peas (25)
8. Flo Rida (22)
9. Канье Уэст (13)
10. Lady Gaga (13)
11. Beyonce (12)
12. Maroon 5 (12)
13. Адель (11)
14. LMFAO (11)
15. Эминем (10)

### Артисты с наибольшим числом песен в Топ-50 в одну неделю
1. Принс (21)
2. BTS (18)
3. Майкл Джексон (17)
4. Тейлор Свифт (16)
5. Рианна (14)
6. Oliver Anthony Music (13)
Источник:

### Само-замены на вершине чарта
- Mariah Carey — All I Want For Christmas Is You (одна неделя) → Don't Forget About Us (одна неделя) (31 декабря 2005)
- T.I. — Whatever You Like (одна неделя) → Live Your Life (одна неделя) (18 октября 2008)
- Beyonce — If I Were a Boy (одна неделя) → Single Ladies (Put a Ring on It) (одна неделя) (6 декабря 2008)
- The Black Eyed Peas — Boom Boom Pow (10 недель) → I Gotta Feeling (одна неделя) (27 июня 2009)
- Актёры сериала Хор — Teenage Dream (одна неделя) → Forget You (одна неделя) (4 декабря 2010)

## Дополнительные достижения
- Песня «Hollaback Girl» певицы Gwen Stefani стала первой песней в истории, продажи которой составили более одного миллиона загрузок.
- Первые песни, которые достигли рубежа в три миллиона загрузок — «Crank That» рэпера Soulja Boy Tell 'Em и песня «Apologize» поп-рок группы OneRepublic.[20]
- К концу 2007 года существовало 9 песен, продажи которых превысили два миллиона копий каждая, по сравнению с 2006 годом — только одна песня смогла преодолеть рубеж в 2 миллиона. Сорок одна песня была продана в количестве одного миллиона копий каждая в 2007 году, в 2006 году — 22 песни, в 2005 — только 2.